# Флёрак (Шаранта)
Флёра́к (фр. Fleurac) — коммуна во Франции, находится в регионе Пуату — Шаранта. Департамент — Шаранта. Входит в состав кантона Жарнак. Округ коммуны — Коньяк.
Код INSEE коммуны — 16139.
Коммуна расположена приблизительно в 400 км к юго-западу от Парижа, в 105 км южнее Пуатье, в 21 км к юго-западу от Ангулема.

## Население
Население коммуны на 2008 год составляло 228 человек.
| 1962 | 1968 | 1975 | 1982 | 1990 | 1999 | 2008 |
| ---- | ---- | ---- | ---- | ---- | ---- | ---- |
| 244  | 251  | 257  | 238  | 244  | 232  | 228  |

## Экономика
В 2007 году среди 123 человек в трудоспособном возрасте (15—64 лет) 93 были экономически активными, 30 — неактивными (показатель активности — 75,6 %, в 1999 году было 74,1 %). Из 93 активных работали 86 человек (41 мужчина и 45 женщин), безработных было 7 (2 мужчины и 5 женщин). Среди 30 неактивных 3 человека были учениками или студентами, 24 — пенсионерами, 3 были неактивными по другим причинам.

## Фотогалерея

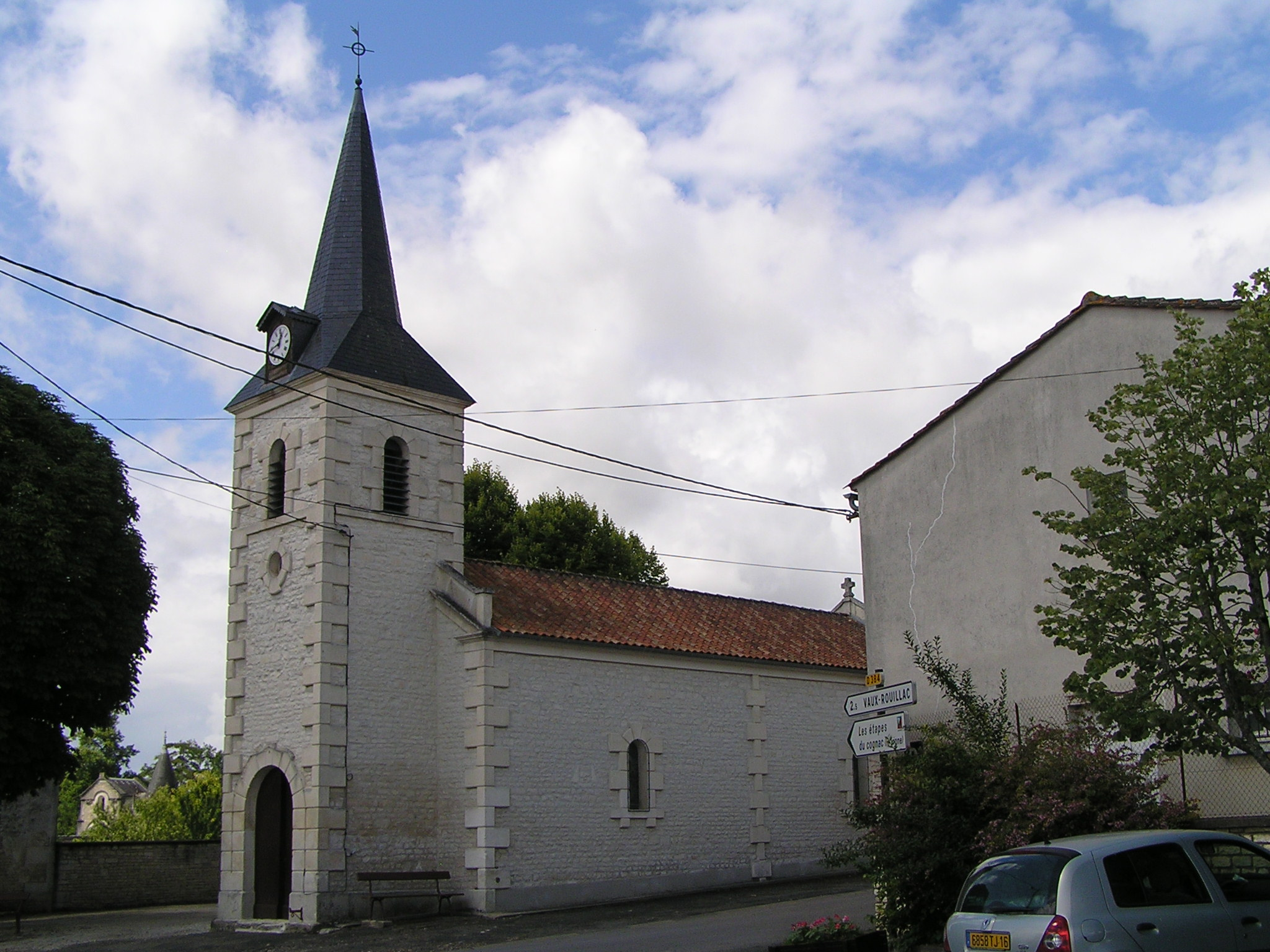
Церковь Сент-Элизабет
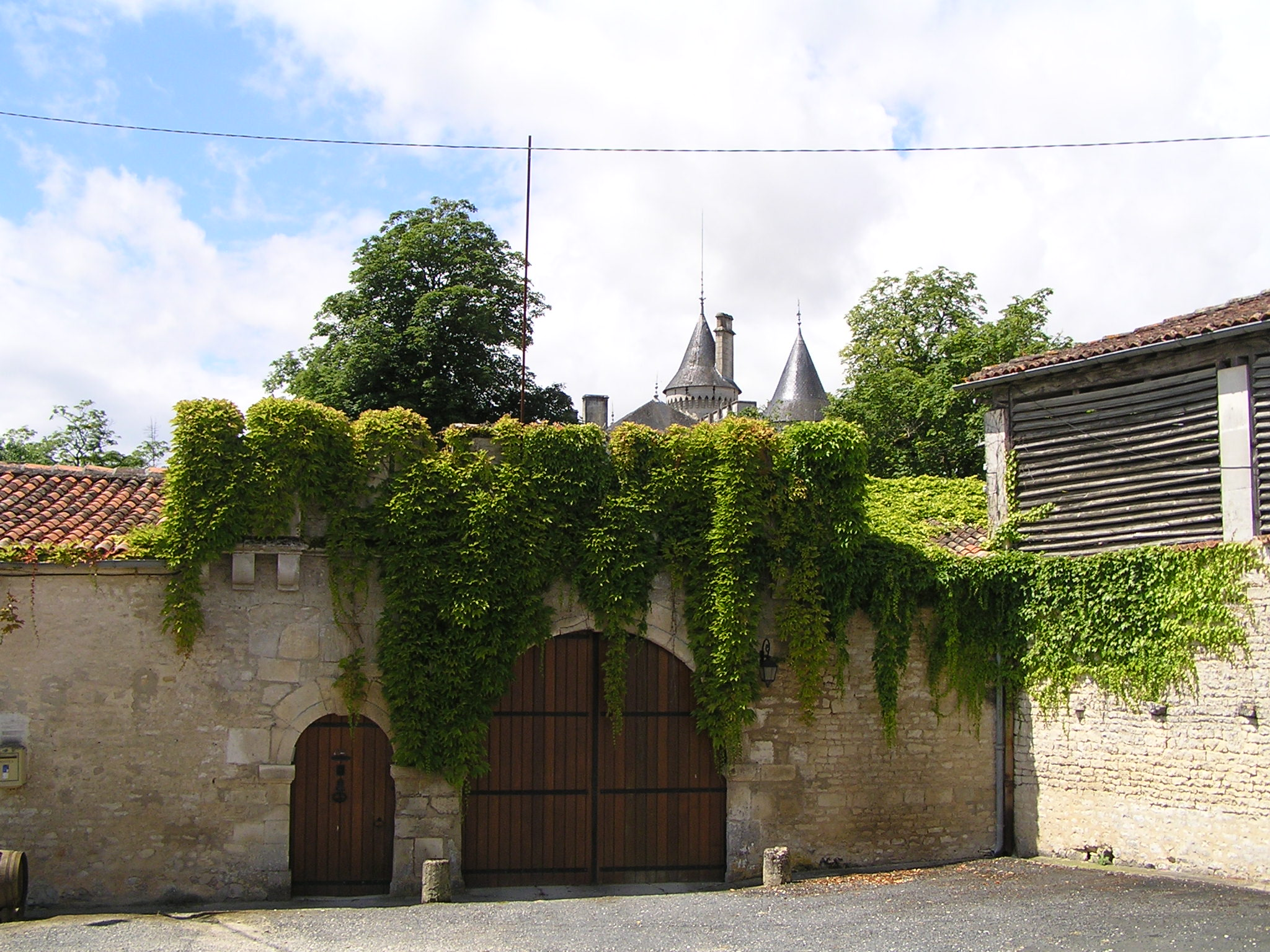
Замок Флёрак
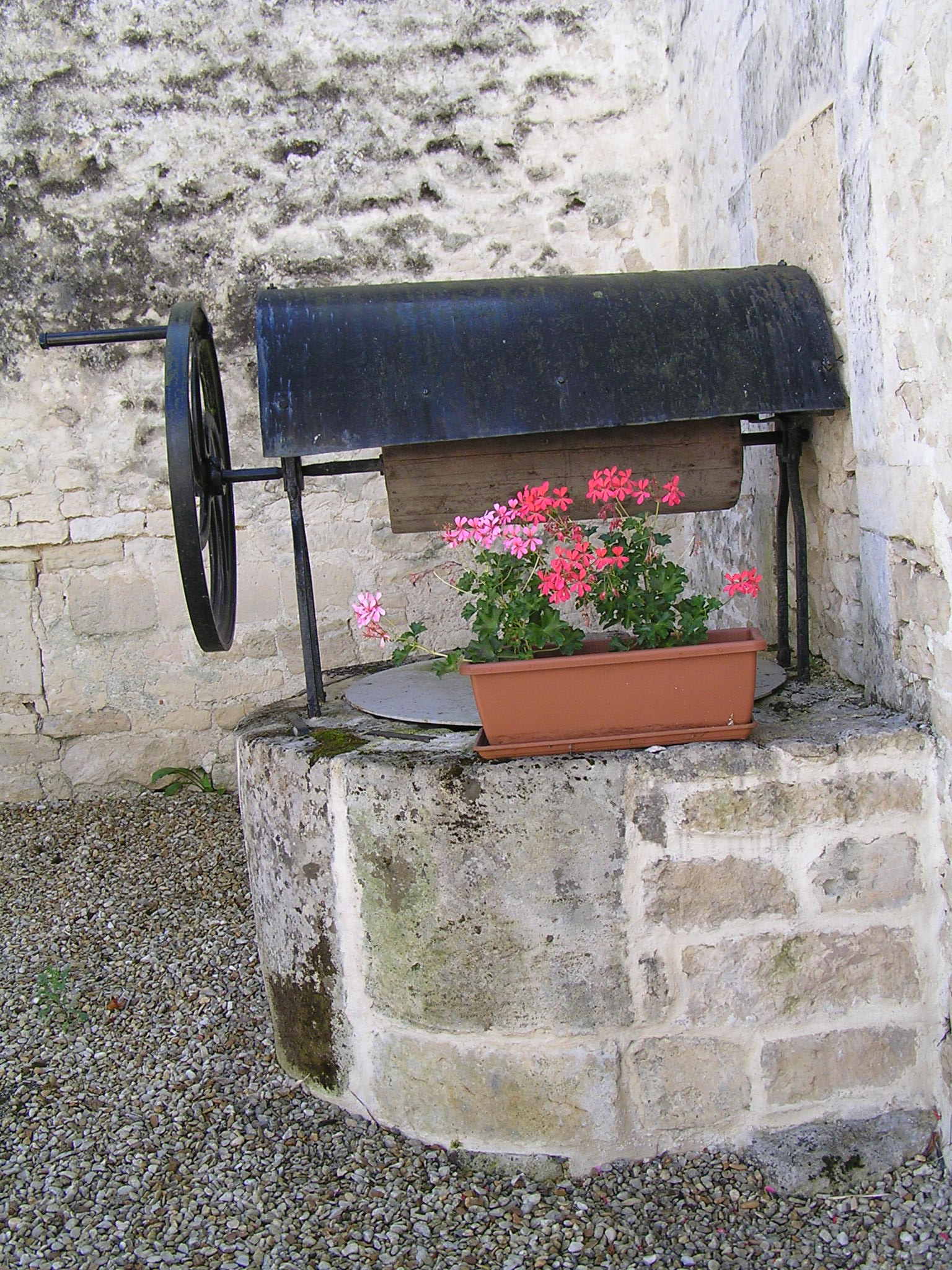
Колодец